# Monanthes icterica
Monanthes icterica är en fetbladsväxtart som först beskrevs av Philip Barker Webb och Carl August Bolle, och fick sitt nu gällande namn av Praeger. Monanthes icterica ingår i släktet Monanthes och familjen fetbladsväxter. Inga underarter finns listade i Catalogue of Life.